# Le Roi de la prairie
Pour l’article homonyme, voir Le Roi de la prairie (film, 1927).
Pour plus de détails, voir Fiche technique et Distribution.
Le Roi de la prairie (The Ace of the Saddle) est un film muet américain réalisé par John Ford, sorti en 1919.

## Fiche technique
- Titre original : The Ace of the Saddle
- Titre français : Le Roi de la prairie
- Réalisation : John Ford (crédité Jack Ford)
- Scénario : George Hively, d'après Frederick J. Jackson
- Photographie : John W. Brown
- Production : Pat Powers
- Société de production et de distribution : The Universal Film Manufacturing Company
- Pays de production :  États-Unis
- Langue : anglais
- Format : Noir et blanc — 35 mm — 1,33:1 — Film muet
- Genre : Western
- Durée : 60 minutes[1]
- Date de sortie :
  - États-Unis : 18 août 1919

## Distribution
- Harry Carey : Cheyenne Harry

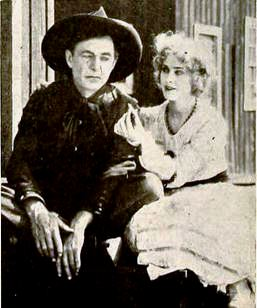
Harry Carey et Viola Barry.

- Joe Harris : le shérif « Two Gun » Hildebrand, de Yucca County
- Duke R. Lee : le shérif Faulkner, de Pinkerton County
- Peggy Pearce : Madeline Faulkner
- Jack Walters : Inky O'Day
- Vester Pegg : le joueur
- William Cartwright (ou William Courtright) : Humpy Anderson
- Zoe Rae : un enfant
- Howard Enstedt : un enfant
- Ed King Fisher Jones : Home Sweet Holmes

## Autour du film
Ce film est considéré comme perdu selon le site Silent Era.